# سیارک ۷۹۴۱۰
سیارک ۷۹۴۱۰ (به انگلیسی: 79410 Wallerius، نامگذاری:1997JW12) هفتاد و نه هزار و چهارصد و دهمین سیارک کشف شده‌است که در ۳ مه ۱۹۹۷ کشف شد.